# EXPAL BR 125
EXPAL BR 125 – hiszpańska bomba odłamkowo-burząca wagomiaru 125 kg.Bomba jest przenoszona przez samoloty VA-1 Matador, EAV-8B Harrier II, F-5 Freedom Fighter, Mirage F1 i EF-18 Hornet.